# Мемфис Мини
Мемфис Мини (на английски: Memphis Minnie) е псевдонима на Лизи Дъглас (Lizzie Douglas) – американска блус китаристка, вокалистка и авторка на песни, чиято музикална кариера продължава повече от три десетилетия. Лизи Дъглас е родена на 3 юни 1897 г., вероятно в окръг Туника, Мисисипи, въпреки че тя твърди, че е родена в Ню Орлиънс, Луизиана, и е израснала в историческия квартал Алжир. Родена в семейството на Ейб и Гъртруд Дъглас, тя е най-голямата от 13 братя и сестри.
Мемфис Мини е описана като „най-популярната кънтри блус певица на всички времена“. Тя записва около 200 песни, някои от най-известните са When the Levee Breaks (адаптирана с променен текст и различна мелодия от британската рок група „Лед Зепелин“ и издадена през 1971 г. в техния четвърти неозаглавен албум), Me and My Chauffeur Blues, Bumble Bee и Nothing in Rambling. Кариерата ѝ продължава до края на 1950-те години, но здравето ѝ започва да се влошава. Тъй като общественият интерес към нейната музика намалява, тя се оттегля от музикалната си кариера и през 1957 г. се завръща в Мемфис. Претърпява инсулт през 1960 г., което я оставя прикована към инвалидна количка и въпреки оказаната ѝ помощ от различни нейни почитатели, тя умира от инсулт през 1973 г.
Тя е включена в Залата на славата на фондация „Блус“ през 1980 г.